# Bridelia retusa
Espèce
Classification phylogénétique
Bridelia retusa est une espèce de plantes à fleurs de la famille des Euphorbiaceae selon la classification classique, ou de celle des Phyllanthaceae selon la classification phylogénétique. Ce sont des arbres d'environ 15 mètres de haut originaires d'Asie tropicale :  Chine, Inde, Sri Lanka, Laos, Birmanie, Thaïlande, Viêt Nam, Indonésie et Malaisie.
Ils vivent en forêts entre 100 et 1400 mètres d'altitude.

Bridelia retusa
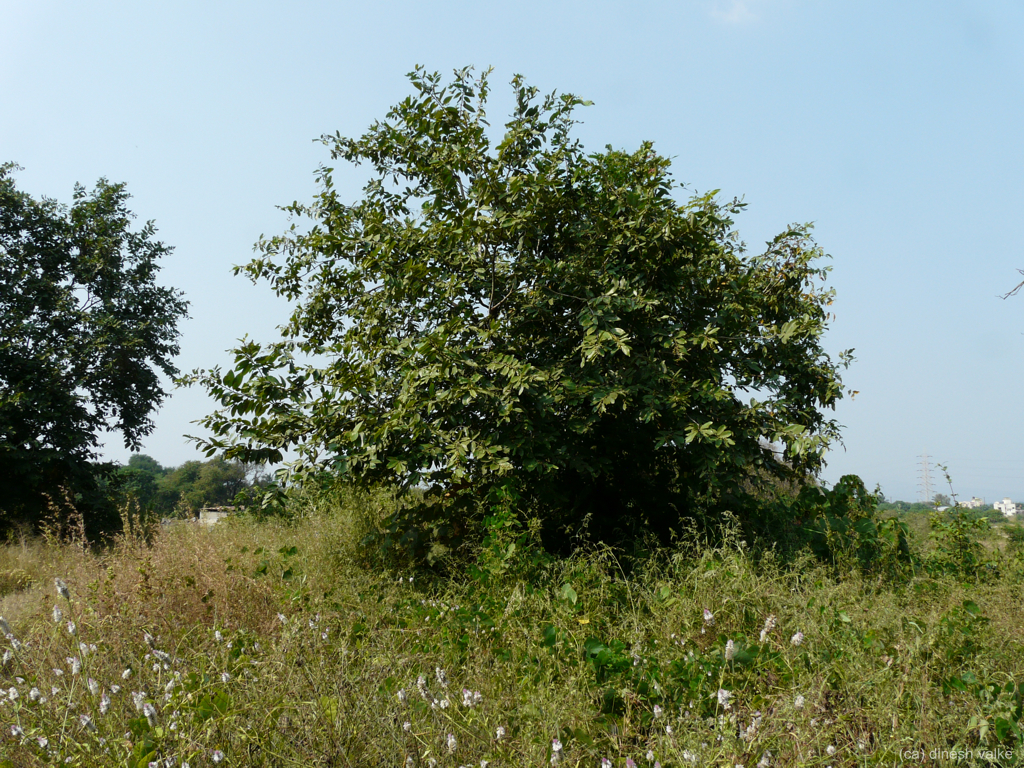
Arbre
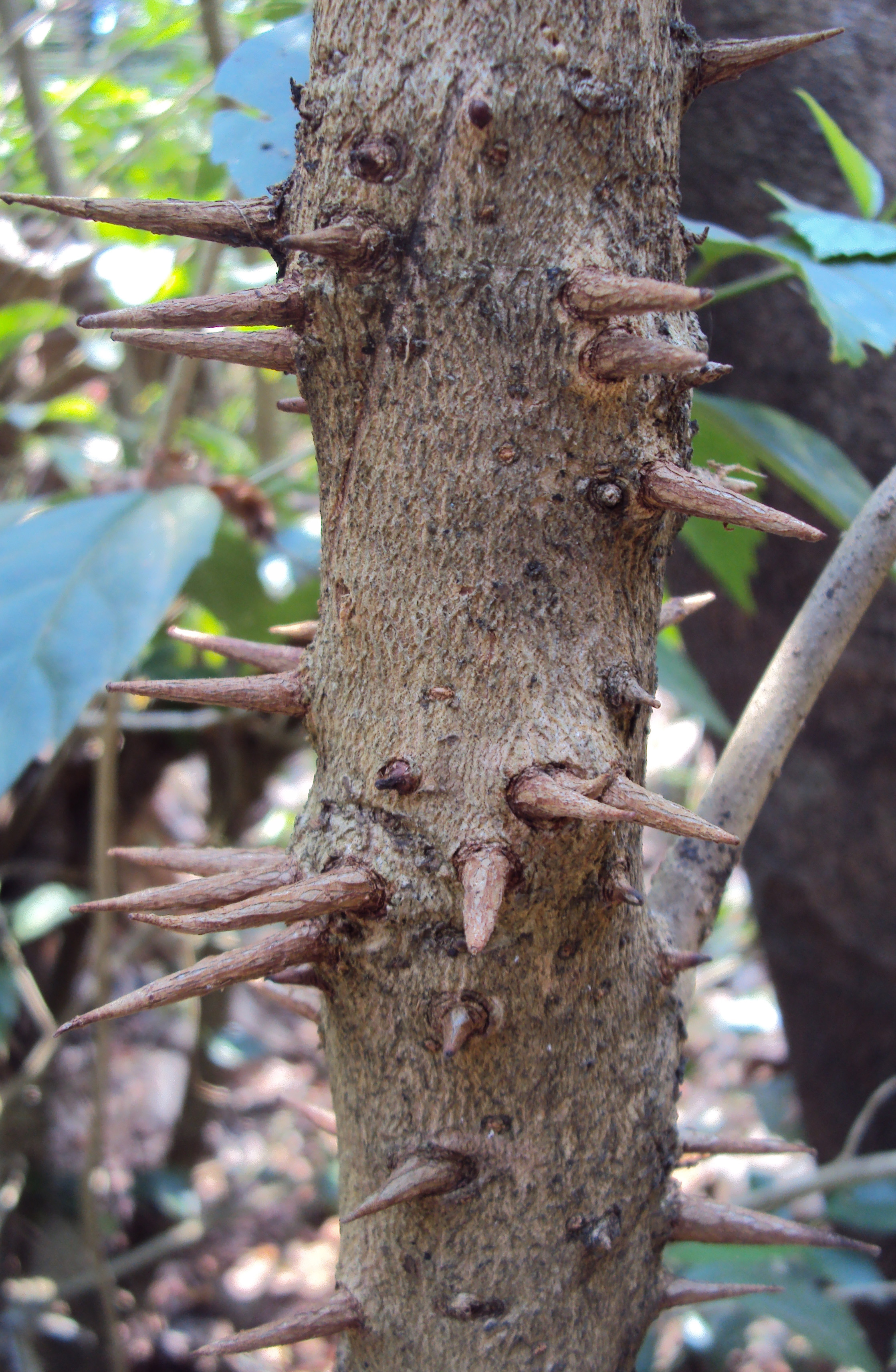
Tronc épineux
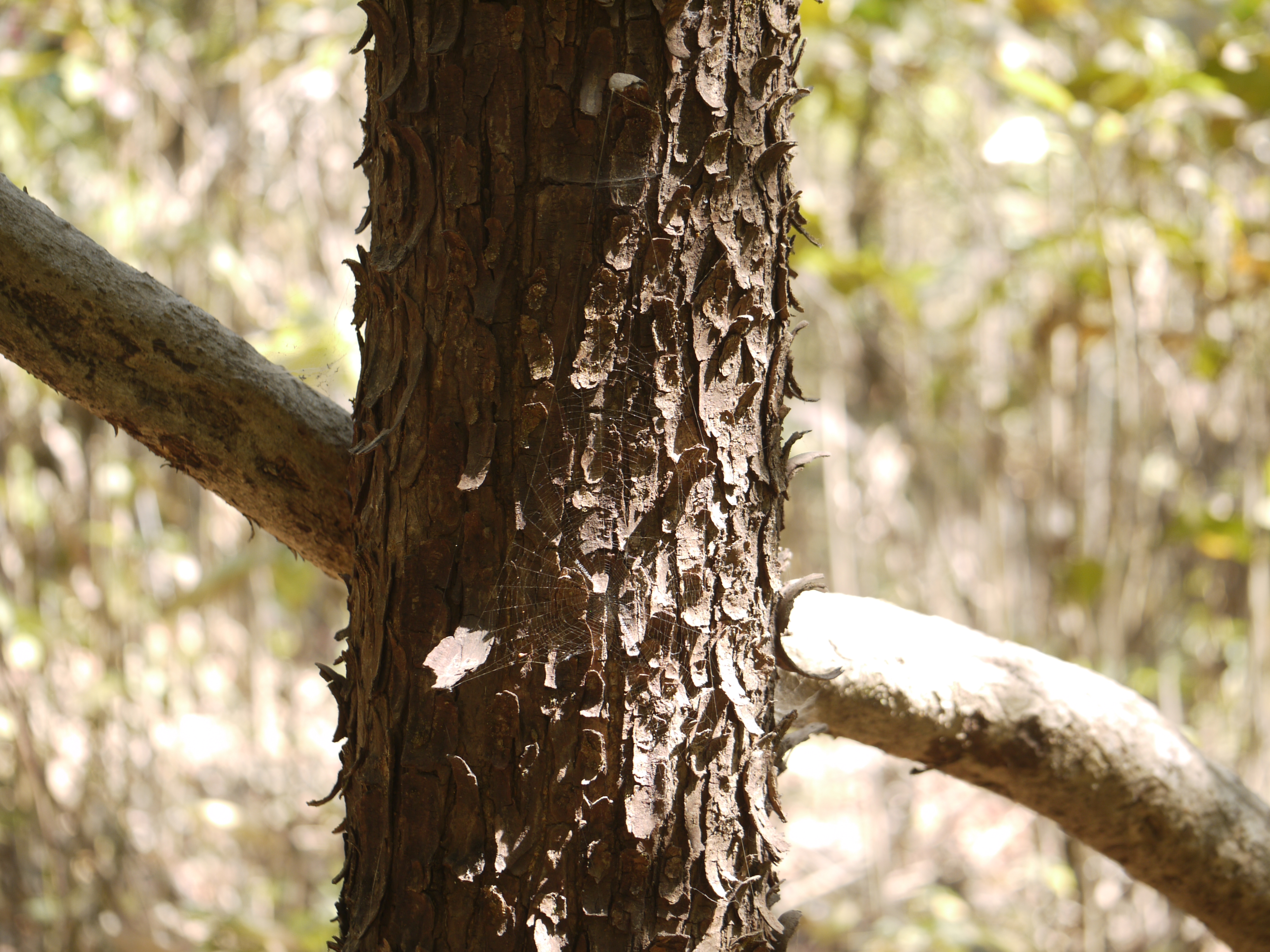
Tronc
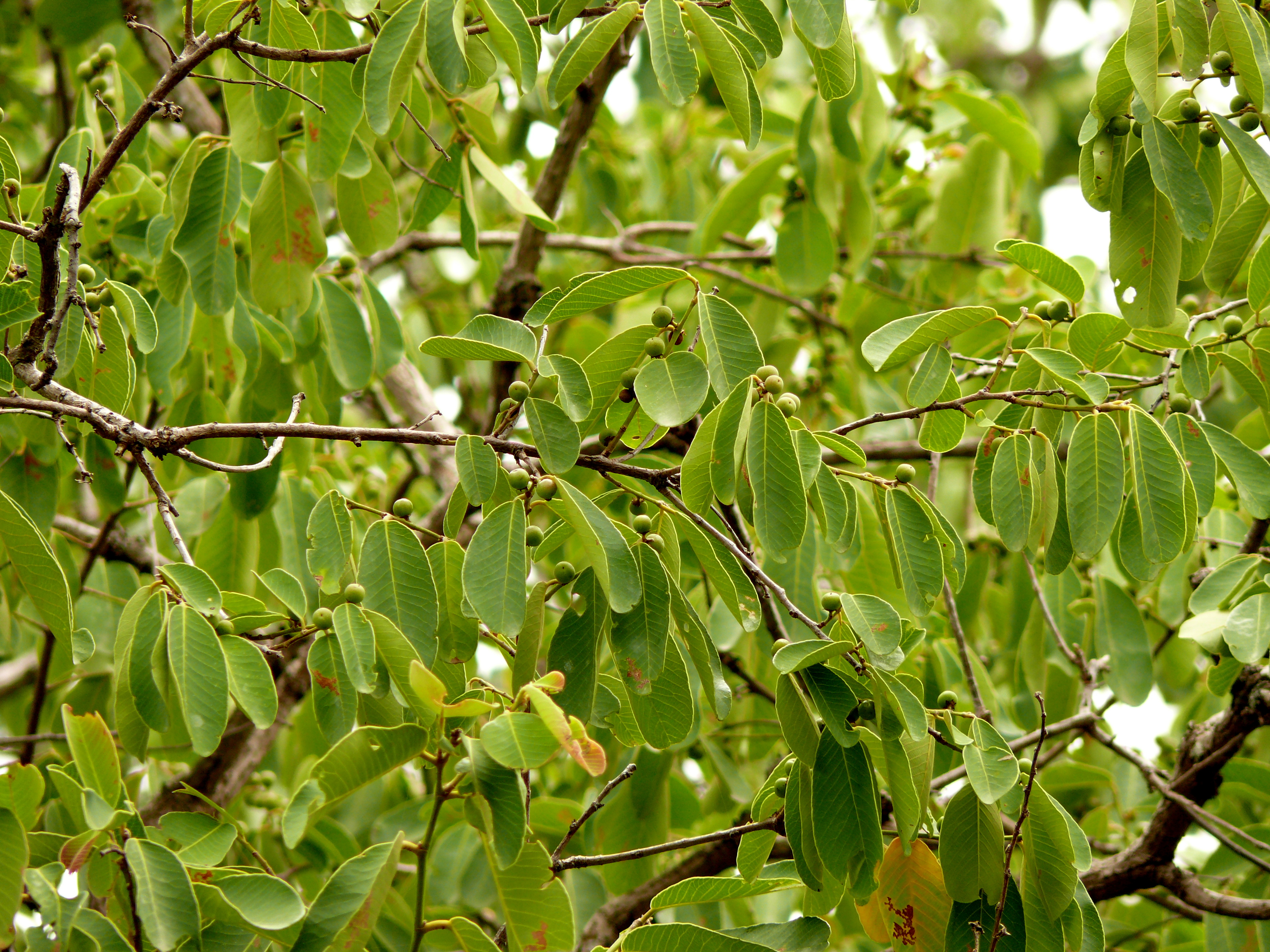
Branches
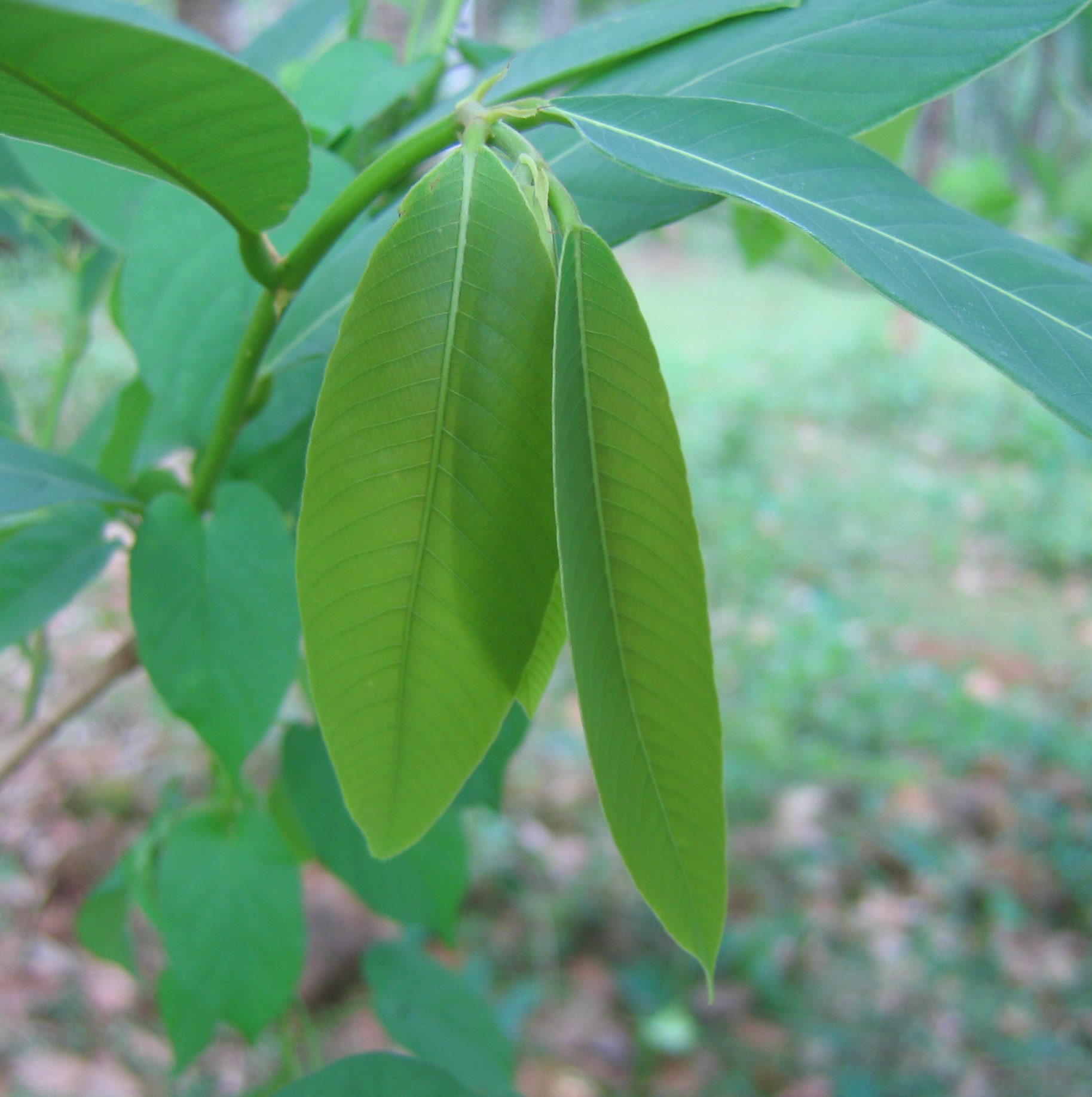
Feuilles
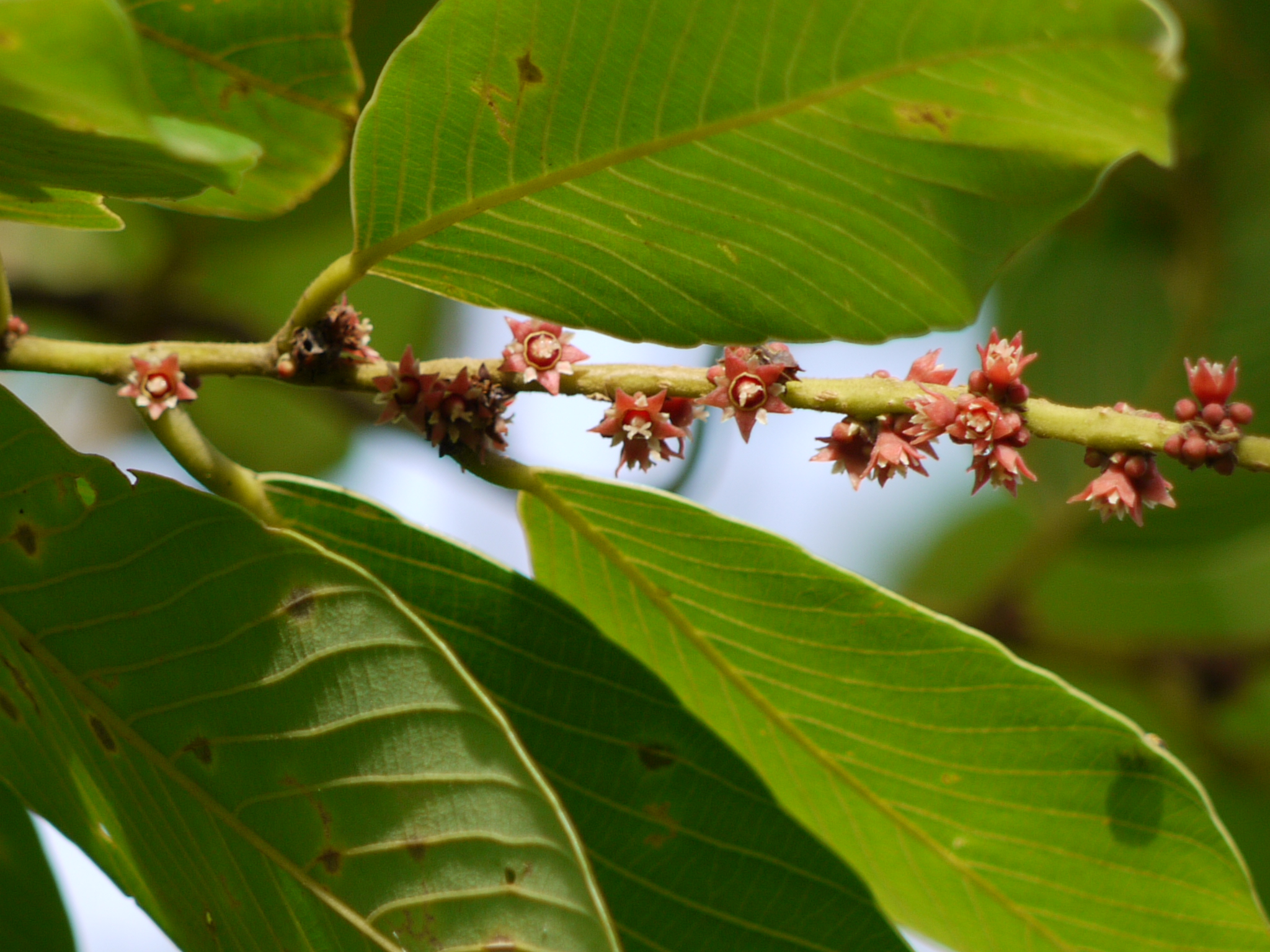
Fleurs
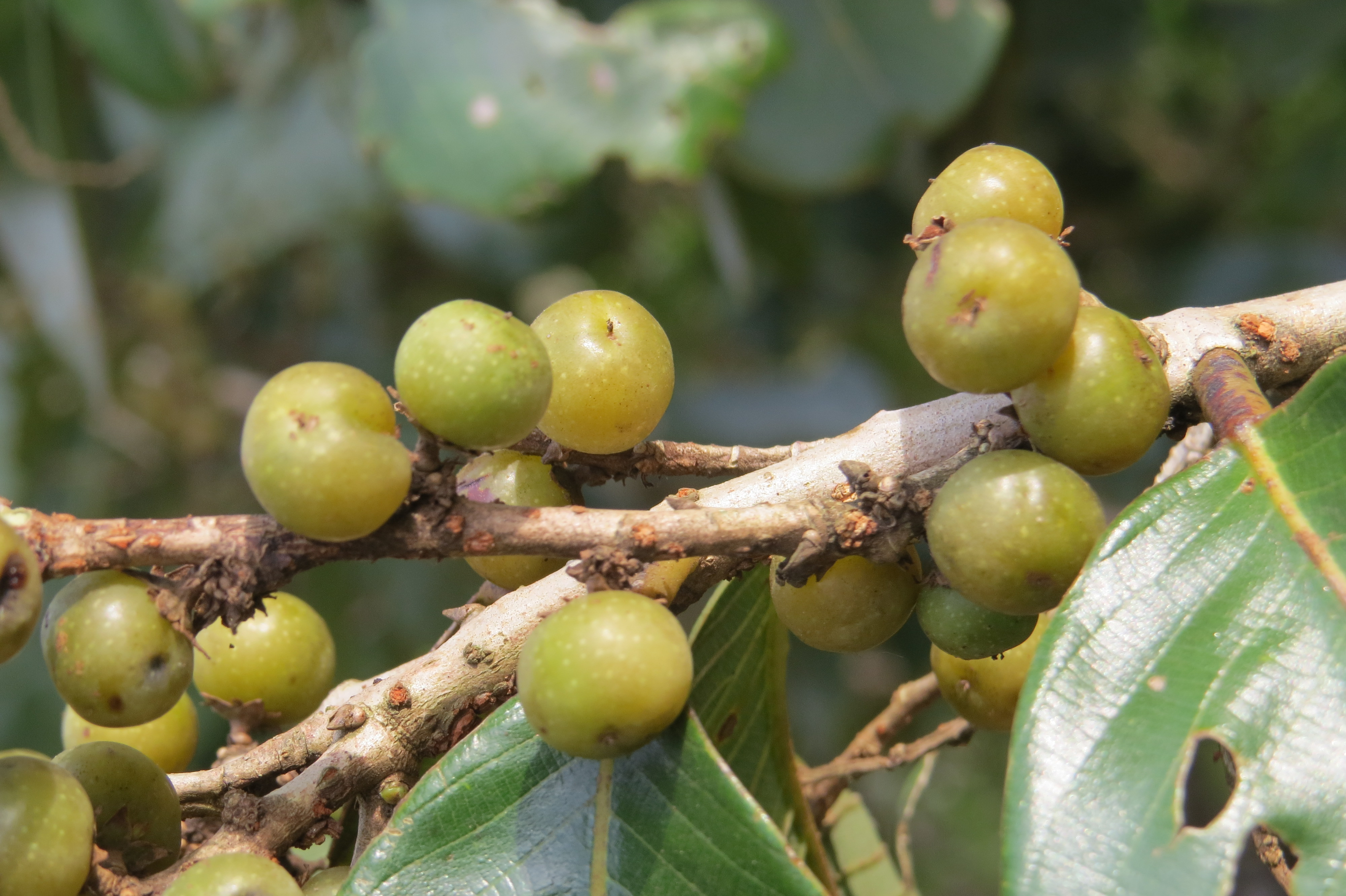
Fruits

## Synonyme
- Clutia retusa L.